# Huỳnh Đức Bửu
Huỳnh Đức Bửu (15 tháng 4 năm 1917 – 20 tháng 7 năm 2012) là thẩm phán và quan chức Việt Nam Cộng hòa, từng giữ chức Tổng trưởng Bộ Tư pháp dưới thời Đệ Nhị Cộng hòa.

## Tiểu sử
Huỳnh Đức Bửu sinh ngày 15 tháng 4 năm 1917 tại Di Luân, Quảng Trị, Trung Kỳ, Liên bang Đông Dương.
Năm 1941, ông tốt nghiệp tú tài Trường Trung học Khải Định, và đỗ bằng cử nhân luật tại Khoa Luật Viện Đại học Hà Nội năm 1952.
Năm 1953, ông bắt đầu công tác trong ngành tư pháp Quốc gia Việt Nam với chức vụ đầu tiên là thẩm phán. Dưới thời Đệ Nhất Cộng hòa, ông được bổ nhiệm làm Giám đốc Sở Chính trị Bộ Nội vụ Việt Nam Cộng hòa từ năm 1955 đến năm 1956. Về sau, ông chuyển sang làm Phó Biện lý và quyền Chánh án Tòa Sơ thẩm Sài Gòn từ năm 1960 đến năm 1968.
Ngoài ra, ông còn là Phó Chủ tịch Hội đồng Quân Dân từ năm 1966 đến năm 1967. Dưới thời Đệ Nhị Cộng hòa, Ông gia nhập nội các Nguyễn Văn Lộc với chức Tổng trưởng Bộ Tư pháp từ cuối năm 1967 đến giữa năm 1968. Sau khi nội các Nguyễn Văn Lộc từ chức, ông trở thành Chánh nhứt Tòa Thượng thẩm Sài Gòn từ năm 1968.
Ông qua đời ngày 20 tháng 7 năm 2012 tại Florida, Hoa Kỳ, hưởng thọ 95 tuổi.

## Đời tư
Huỳnh Đức Bửu là người Công giáo, đã kết hôn và có năm cậu con trai và một cô con gái.